# Elecciones a gobernador de Tokio de 2016

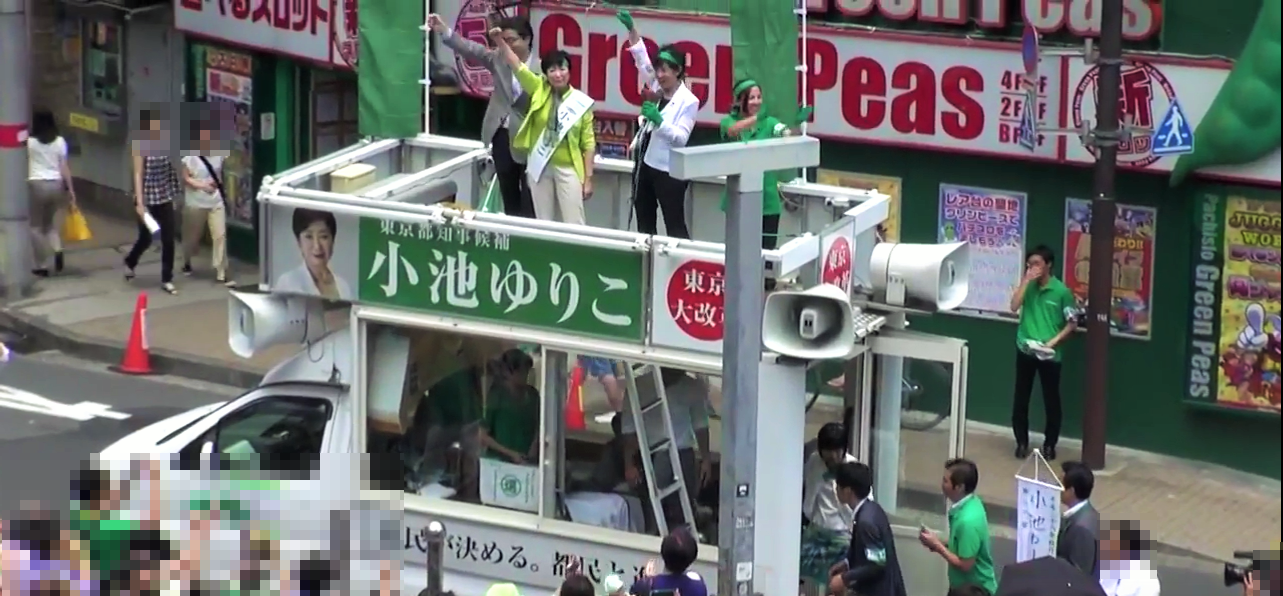
Mitin político de Yuriko Koike, vencedora de la elección.

Las elecciones a gobernador de Tokio de 2016 se realizaron el 31 de julio de 2016 para elegir al sucesor de Yōichi Masuzoe, quien presentó su renuncia como gobernador ante la Asamblea Metropolitana de Tokio el 15 de junio de 2016.
La renuncia de Masuzoe se da luego de reportes en mayo de 2016 donde se detectó el mal uso de los fondos públicos, incluyendo el uso del carro asignado para ir y venir de su casa de campo los fines de semana, compra de artículos varios como artes, historietas y comidas, y el pago de la estadía de sus familiares en hoteles. Si bien, el acto no era ilegal, aproximadamente el 90% de los habitantes de Tokio se sentía insatisfecho con el manejo del asunto y la falta de explicaciones. Debido a la gran presión que se tenía sobre Masuzoe, se presentó una moción de no confidencia por parte de todos los partidos políticos, que sería discutida el 15 de junio, no obstante, por temor a una crisis mayor Masuzoe presentó la renuncia el mismo día, haciéndose efectiva el 21 de junio.
Bajo la ley electoral, la elección debe realizarse 50 días después de la aceptación de la renuncia del gobernador ante la Asamblea Metropolitana. Una elección nacional de la Cámara de Consejeros se realizó el 10 de julio, pero iba a ser difícil aplicarlo para dicha fecha, por lo que se propuso realizarlo el 31 de julio.

## Candidatos
Un total de 21 personas se postularon como candidatos, de los cuales sólo dos tuvieron respaldo de partidos políticos importantes:
1. Mac Akasaka: terapeuta y candidato perenne, líder del Partido de la Sonrisa.
2. Chōzō Nakagawa: exalcalde de la ciudad de Kasai (2007-2011).
3. Yuriko Koike: exministra de Ambiente (2003-2006) y exministra de Defensa (2007).
4. Makoto Sakurai: escritor ultranacionalista y antiguo líder del grupo Zaitokukai (2006-2014).
5. Takashi Tachibana: diputado de la asamblea local de Funabashi.
6. Toshio Yamaguchi: exministro de Trabajo (1984-1985).
7. Sadao Imao: urólogo.
8. Shōgo Takahashi: antiguo empleado de un centro de llamadas.
9. Yūjirō Taniyama: director de películas, periodista y productor.
10. Shuntarō Torigoe: periodista. Apoyado por el Partido Democrático, Partido Comunista de Japón, Partido Socialdemócrata, Partido de la Vida del Pueblo, Tarō Yamamoto y Amigos, Los Verdes y Tokyo Seikatsusha Network.
11. Hiroya Masuda: exministro de Asuntos Internos y Comunicación (2007-2008). Apoyado por el Partido Liberal Democrático, Komeito y Nihon no Kokoro o Taisetsu ni Suru Tō.
12. Masaaki Yamanaka: asesor fiscal.
13. Teruki Gotō: handyman.
14. Masayoshi Kishimoto: dentista.
15. Takashi Uesugi: periodista.
16. Hiroko Nanami: candidata del Partido de la Realización de la Felicidad.
17. Yasuhiro Sekikuchi: administrador de calidad en edificios.
18. Masahiro Miyazaki: profesor de la Universidad Nihon.
19. Yoshihiko Mochizuki: presidente de una empresa desarrolladora de software.
20. Naoko Takei: antigua instructora de juku (escuela extracurricular).
21. Hisao Naitō: empleado de una petrolera.

## Resultados
| Partido | Candidato           | Votos     | %    |
| --- | ------------------- | --------- | ---- |
| Independiente | Yuriko Koike        | 2 912 628 | 44,5 |
| Independiente (Apoyado por el Partido Liberal Democrático, Komeito y Nihon no Kokoro o Taisetsu ni Suru Tō.)                                                                                           | Hiroya Masuda       | 1 793 453 | 27,3 |
| Independiente (Apoyado por el Partido Democrático, Partido Comunista de Japón, Partido Socialdemócrata, Partido de la Vida del Pueblo, Tarō Yamamoto y Amigos, Los Verdes y Tokyo Seikatsusha Network) | Shuntarō Torigoe    | 1 346 103 | 20,6 |
| Independiente | Takashi Uesugi      | 179 631   | 2,7  |
| Independiente | Makoto Sakurai      | 114 171   | 1,7  |
| Independiente | Mac Akasaka         | 51 056    | 0,8  |
| Partido de la Realización de la Felicidad | Hiroko Nanami       | 28 809    | 0,4  |
| NHK kara Kokumin wo Mamoru Tō | Takashi Tachibana   | 27 241    | 0,4  |
| Independiente | Shōgo Takahashi     | 16 664    | 0,3  |
| Independiente | Chōzō Nakagawa      | 16 584    | 0,3  |
| Kokumin Shuken no Kai | Toshio Yamaguchi    | 15 986    | 0,2  |
| Independiente | Masayoshi Kishimoto | 8 056     | 0,1  |
| Independiente | Teruki Gotō         | 7 031     | 0,1  |
| Independiente | Yūjirō Taniyama     | 6 759     | 0,1  |
| Independiente | Naoko Takei         | 4 605     | 0,1  |
| Independiente | Masahiro Miyazaki   | 4 010     | 0,1  |
| Independiente | Yoshihiko Mochizuki | 3 332     | 0,1  |
| Mirai Sōzō Keiei Jissen Tō | Masaaki Yamanaka    | 3 116     | 0,0  |
| Independiente | Sadao Imao          | 3 105     | 0,0  |
| Independiente | Hisao Naitō         | 2 695     | 0,0  |
| Independiente | Yasuhiro Sekiguchi  | 1 326     | 0,0  |
| Total (participación: 59,73 %) |                     |           |      |